# نینگبو ۳۵۴۳
سیارک ۳۵۴۳ (به انگلیسی: 3543 Ningbo، نامگذاری:1964VA3) سه هزار و پانصد و چهل و سومین سیارک کشف شده‌است که در ۱۱ نوامبر ۱۹۶۴ کشف شد.
قدر مطلق سیارک برابر ۱۱٫۵۰ است.